# Hyllisia occidentalis
Hyllisia occidentalis är en skalbaggsart som beskrevs av Stefan von Breuning 1964. Hyllisia occidentalis ingår i släktet Hyllisia och familjen långhorningar. Inga underarter finns listade i Catalogue of Life.